# Ekenäs landskommun
Ekenäs landskommun (finska: Tammisaaren maalaiskunta) var en landskommun i landskapet Nyland i Nylands län från 1865 till 1977.
De södra delarna av Pojo socken och västra Snappertuna i Karis socken sammanslogs 1695 i kyrkligt hänseende med Ekenäs kapell. Det var dessa områden som 1865 bröts ut från Ekenäs stad och bildade Ekenäs landskommun.
Största delen av Ekenäs landskommun sammanslöts år 1977 med Ekenäs och en mindre del med Hangö. Sedan år 2009 tillhör den före detta kommunens område till Raseborgs stad.
Enligt 1960 års folkräkning talade 88 procent av invånarna i Ekenäs landskommun svenska som modersmål. Kommunen blev tvåspråkig 1963.

## Kartor

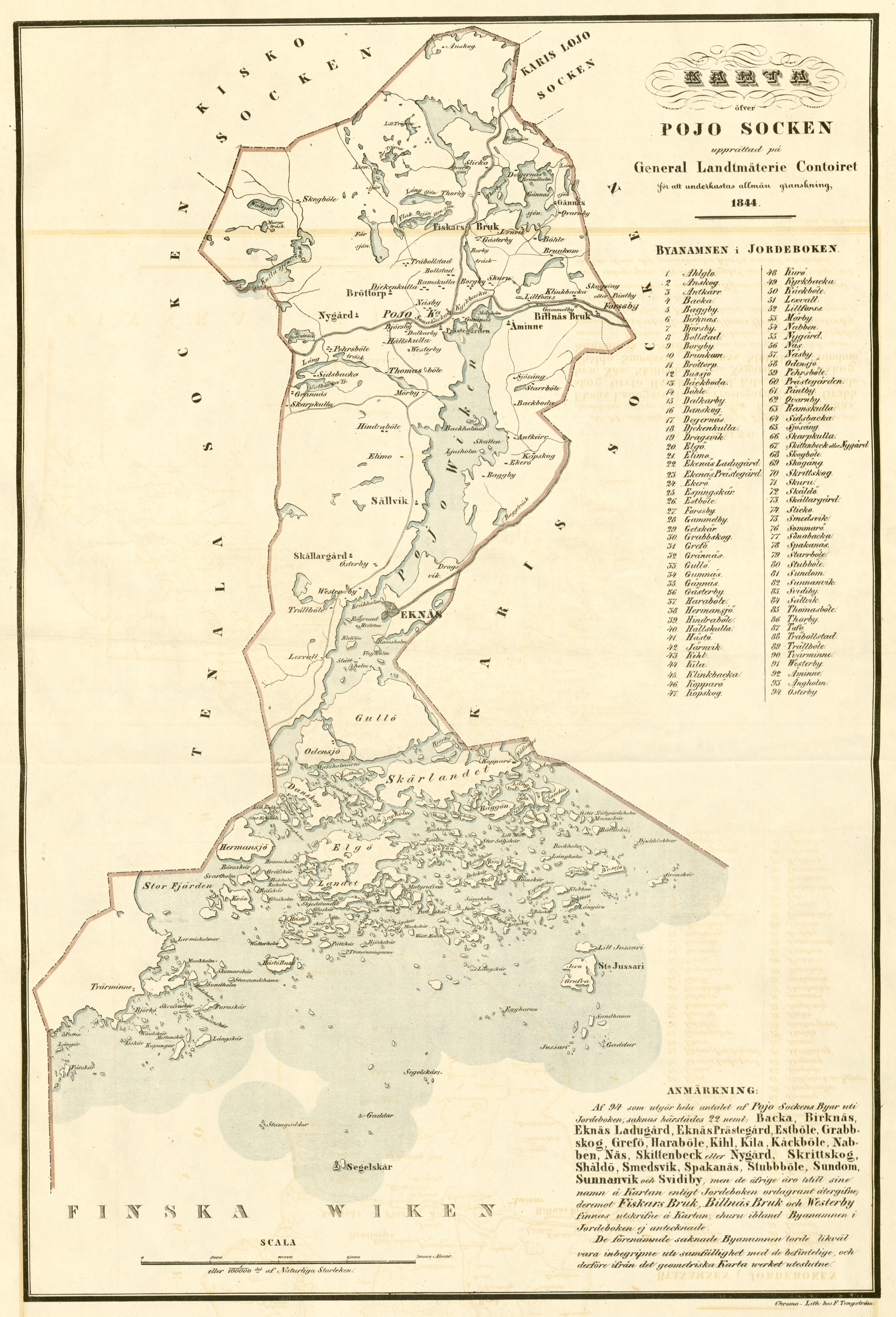
Pojo socken 1844
Ekenäs landskommuns gränser 1965

## Publikationer om Ekenäs landskommun
- Ekenäs landskommun 1865-1976 : en minnes- och hembygdsbok, Fjalar Borg, 1977 [1]